# Misaki Iteya
Misaki Iteya –en japonés, 射手矢 味先, Iteya Misaki– es un deportista japonés que compitió en judo. Ganó una medalla de plata en el Campeonato Asiático de Judo de 1988 en la categoría de –65 kg.

## Palmarés internacional
| Campeonato Asiático | Campeonato Asiático | Campeonato Asiático | Campeonato Asiático |
| Año                 | Lugar               | Medalla             | Categoría           |
| ------------------- | ------------------- | ------------------- | ------------------- |
| 1988                | Damasco (Siria)     | Medalla de plata    | –65 kg              |